# صفيحة لاسا
صفيحة لاسا (بالإنجليزية: Lhassa Terrane) هي صفيحة تكتونية قديمة من الغلاف الصخري لكوكب الأرض .

## تاريخها الجيولوجي
كانت موجودة خلال حقبة الحياة الوسطى واصطدمت بالصفيحة الأوراسية و صفيخة شيانتانغ في الشمال خلال العصر الطباشيري ، بينما صعدت الصفيحة الهندية المتواجدة جنوبا صعدت إلى الشمال. من الغير المعروف كيف تفاعلت لوحة لاسا مع الصفيحة السيميرية التي كانت ملحومة أيضًا من الجنوب مع اللوحة الأوراسية. إلى الجنوب ، اختفت الصفيحة الهندية باندساس تحت صفيحة لاسا وفي الشمال ، اختفت الصفيحة لاسا تحت الصفيحة شيانتانغ باندساس أيضا.

## آثارها
تشكل لوحة لاسا الآن جنوب هضبة التبت .

## وصلات خارجية
- (بالإنجليزية)   بي دي إف
- (بالإنجليزية) Paléogéographie du Sud-Est asiatique durant le Phanérozoïque  بي دي إف
- (بالإنجليزية) Évolution des plaques tectoniques au Sud de l'Eurasie durant le Mésozoïque et le Cénozoïque نسخة محفوظة 24 يوليو 2015 على موقع واي باك مشين. بي دي إف